# Schinar
Schinar (Šinar, Sinear) zu hebräisch שִׁנְעָר [ʃinˈʕar] ist ein im Alten Testament (Gen 10,10 , Gen 11,2 , Jos 7,21  u.ö.) erwähnter geographischer Begriff.

## Lokalisierung
Der Name wurde oft von Singara (Dschebel Sinjâr) westlich von Assyrien und nördlich von Babylon abgeleitet. Nach der Entdeckung und Entzifferung der sumerischen Keilschrift wurde vorgeschlagen, Šinar mit Šumer oder dessen angeblich älterer Form *Šungir gleichzusetzen, oder aber mit *Šugir, einer Namensvariante von Girsu, oder einem Stadtviertel von Lagaš gleichzusetzen.
Albright will Šinar mit Ḫana gleichsetzen. Der Gesenius übersetzt mit Babylonien, verweist jedoch auch auf Anmerkungen zu den El-Armana-Tafeln von Otto Weber, der zufolge Sinear gleich Šanḫar sein müsse, und damit ursprünglich nicht Babylon, sondern einen Teil des Mitanni-Reiches, oder evtl. pars pro toto Mitanni im Ganzen meint. Hierfür entscheidend ist natürlich die zeitliche Verortung. Auf jeden Fall waren der Bau und die Völkerwanderung zur Zeit des Buches Hiob bereits geschichtlich vorausgesetzt. Hi 1; 20,6 ... Für die Vorgänge in Gen. 14  geht die Bibel beispielsweise von einer Zeit um 2030 v. Chr. aus, da Gen 16,3 2026 v. Chr. handelt und das hier angenommene Gebiet in einen hurritischen Machtbereich eingebettet war. Der Name Kedorlaʿomer ist elamitisch und Thidʿal hethitisch. Die Namen der 9 Könige waren damals normal. Etwas später waren solche Bündnisse politisch nicht mehr möglich.